# 橋本弦法
橋本 弦法（はしもと ふさのり、1953年 - ）は、日本のテノール歌手。

## 略歴
- 1953年 東京で誕生
- 1979年 東京藝術大学音楽学部声楽科（T）卒業
- 1988年-1997年 ドイツ在住
- ドイツ オスナリュック歌劇場専属
- 2003年 東京藝術大学大学院音楽研究科後期博士課程修了 音楽博士号（第53号）取得